# Helianthus pauciflorus
Helianthus pauciflorus là một loài thực vật có hoa trong họ Cúc. Loài này được Nutt. mô tả khoa học đầu tiên năm 1818.